# De bon tremp
De bon tremp és un drama en tres actes, original de Manuel Folch i Torres, estrenat per primera vegada al teatre Romea de Barcelona, per la companyia del Teatre Català, la vetlla del 14 de febrer de 1905.
L'acció passa en una masia de la muntanya catalana.

## Repartiment de l'estrena
Actors de repartiment.
- Madroneta: Concepció Llorente.
- Cisca: Maria Morera.
- Miona: Carme Jarque.
- Jaume: Miquel Rojas.
- Rafel: August Barbosa.
- Mossèn Àngel: Joaquim Viñas.
- Destruït: Pere Codina.
- Pó: Jaume Virgili.
- Queló: Joan Domènech
- Nando: Casimir Ros.
- veremadors, veremadores, trepitjadors, trepitjadores
- Direcció escènica: Miquel Rojas.